# Vol de bruixes
Vol de bruixes és un quadre de Francisco de Goya, pintat entre 1797 i 1798 per al palau d'esbarjo dels ducs d'Osuna, a la finca que tenien a l'Alameda de Osuna (avui parc del Capricho), llavors als afores de Madrid, a prop del poble de Barajas. Forma part de la sèrie de sis llenços sobre temàtica de bruixeria, constituïda per: El conjur (Museu Lázaro Galdiano), La cuina dels bruixots (col·lecció privada, Mèxic), El encisat per la força (National Gallery de Londres), L'aquelarre (Museu Lázaro Galdiano) i El convidat de pedra (avui en parador desconegut). És l'únic quadre de la sèrie que es conserva al Museu del Prado.
El quadre va entrar a formar part del contingut del Museu del Prado el 1999. Es tracta d'oli, en suport de llenç, amb unes mesures de 43.5 centímetres d'alt i 30.5 centímetres d'ample.
Tres personatges, vestits amb faldilles, amb el tors nu i tocats amb capirots en forma de mitra, decorats amb petites serps, i il·luminats per un focus de llum exterior al quadre, sostenen en l'aire a un altre nu, abandonat en els seus braços, a l' que insuflen aire bufant sobre el seu cos, com revelen les seves inflades galtes. A la part baixa, dos homes, vestits de pagesos, han assolit el cim de la muntanya, el camí tortuós i ascendent es perd en la foscor del fons, mentre el seu ase s'ha parat més avall. Un, caigut a terra, es tapa les orelles per no escoltar el soroll dels éssers voladors; l'altre, avança amb el cap cobert, protegint-se de la llum i fent la higa amb els seus dits, contra el mal d'ull.
El quadre s'ha sotmès a radiografia i reflectografia de raigs infrarojos la qual cosa ha servit per demostrar que Goya realitzà un canvi important en la composició: la figura que ara camina de front, coberta per una manta blanca, originalment se situava d'esquenes, fent marxa enrere pel camí pel qual havia pujat, buscant l'ase, que es veu més avall, i que era una forma de simbolitzar la Ignorància que era utilitzada per Goya en les seves obres.

## Exposicions
El quadre ha sigut cedit per a ser exposat en diverses sales i museus des de fou adquirit pel Museu del Prado:
- Del 15 de juny al 15 d'octubre de 1986. Exposició: Goya nelle collezioni private di Spagna, Villa Favorita (Lugano)

- Del 25 d'abril al 22 de juny de 1987. Exposició: Spanish Painting of 18th & 19th Century: Goya and his Time, Seibu Museum of Art (Tokio)

- De 28 de juny al 26 de juliol de 1987. Exposició: Spanish Painting of 18th & 19th Century: Goya and his Time, Seibu Tsukashin Hall (Amagasaki)

- De l'1 d'agost al 6 de setembre del 1987. Exposició: Spanish Painting of 18th & 19th Century: Goya and his Time, Iwaki City Art Museum (Fukushima)

- Del 10 d'octubre de 1987 al 3 de gener de 1988. Exposició: De Greco à Picasso: Cinq siècles d'art espagnol. Musée du Petit Palais (París)

- Del 4 d'octubre al 18 de desembre de 1988. Exposició: Goya y el Espíritu de la Ilustración, Museo Nacional del Prado (Madrid)
- Del 18 de gener al 26 de març de 1989. Exposició: Goya y el Espíritu de la Ilustración, Museum of Fine Arts Boston (Boston)
- Del 9 de maig al 16 de juliol de 1989. Exposició: Goya y el Espíritu de la Ilustración, Metropolitan Museum of Art (Nueva York NY)
- Del 18 de març al 16 de juny de 1994. Exposició: Goya. The small paintings, Royal Academy of Arts (Londres)
- Del 16 de juny al 16 d'octubre de 1994. Exposició: Goya. The small paintings, Art Institute of Chicago (Chicago IL)
- Del 19 de novembre de 1993 al 15 de febrer de 1994. Exposició: Goya: El capricho y la invención, Museo del Prado (Madrid)
- Del 14 de desembre de 1995 al 17 de febrer de 1996. Exposició: Goya en las colecciones españolas, Banco Bilbao Vizcaya (Madrid)
- Del 10 de febrer de 1996 al 14 d'abril de 1996. Exposició: Francisco Goya: Maleri. Tegning. Grafikk, Nasjonalgalleriet (Oslo)
- Del 16 de març al 6 de juny del 2000. Exposició: Goya - Roma, Galleria Nazionale d''Arte Antica Palazzo Barberini (Roma)
- Del 30 d'octubre del 2001 al 9 de febrer del 2002. Exposició: Goya: la imagen de la mujer, Museo del Prado (Madrid)
- Del 12 de juliol al 3 d'octubre del 2005. Exposició: Goya - Profeta de la Modernidad (Berlín / Viena), Altenationagalerie (Berlín)
- Del 18 d'octubre del 2005 al 29 de gener del 2006. Exposició: Goya - Profeta de la Modernidad (Berlín / Viena), Kunsthistorisches Museum (Viena)
- Del 24 de març al 2 de juliol del 2006. Exposició: De Tiziano a Goya. Obras maestras del Museo del Prado (Tokio / Osaka), Metropolitan Museum de Tokio (Tokio)
- Del 14 de juliol al 15 d'octubre del 2006. Exposició: De Tiziano a Goya. Obras maestras del Museo del Prado (Tokio / Osaka), Municipal Museum of Art (Osaka)
- Del 24 de juny al 24 d'agost del 2007. Exposició: De Tiziano a Goya. Grandes maestros del Museo del Prado - China, National Art Museum of China - N.A.M.O.C. (Pekín - Beijing)
- Del 12 de setembre al 12 de novembre del 2007. Exposició: De Tiziano a Goya. Grandes maestros del Museo del Prado - China, Shanghai Museum (Shangai)
- Del 15 d'abril al 13 de juliol del 2008. Exposició: Goya en Tiempos de Guerra, Edificio Villanueva (Madrid)
- Del 18 de desembre del 2008 al 22 de març del 2009. Exposició: Goya y el mundo moderno, Museo de Zaragoza (Zaragoza)
- Del 22 d'octubre del 2011 al 29 de gener del 2012. Exposició: Luces y Sombras, National Museum of Western Art (Tokio)
- Del 12 d'octubre de 2014 al 19 de gener de 2015. Exposició: Goya: Order and Disorder, Museum of Fine Arts (Boston)
- Del 26 de juny de 2012 al 20 de gener del 2013. Exposició: Schwarze Romantik: Von Goya bis Max Ernst, Städel Museum (Fráncfort del Meno)
- Del 21 de maig al 10 de novembre del 2013. Exposició: La Belleza encerrada, Museo Nacional del Prado (Madrid)
- Del 12 d'octubre de 2014 al 19 de gener del 2015. Exposició: Goya: Order & disorder, Museum of Fine Arts (Boston)